# Lisnaskea
Lisnaskea (Lios na Scéithe in gaelico irlandese) è un villaggio dell'Irlanda del Nord, situato nella contea di Fermanagh.